# Auditori de Barcelona
L'Auditori de Barcelona, o simplement L'Auditori, és una sala de concerts inclosa a l'Inventari del Patrimoni Arquitectònic de Catalunya. Es troba al costat del Teatre Nacional de Catalunya, prop de la plaça de les Glòries, on conflueixen les tres avingudes més grans i més llargues de la ciutat: la Diagonal, la Gran Via i la Meridiana.

## Història i descripció
Projectat per l'arquitecte Rafael Moneo, fou inaugurat el 22 de març del 1999 i és la seu de la Banda Municipal de Barcelona, de l'Orquestra Simfònica de Barcelona i Nacional de Catalunya i també acull l'Escola Superior de Música de Catalunya i el Museu de la Música.
Amb una superfície 42.000 m², compta amb 4 sales: la Sala 1 Pau Casals (2.200 localitats), la Sala 2 Oriol Martorell (600), la Sala 3 Tete Montoliu (400) i la Sala 4 Alicia de Larrocha (152). La seva acústica ha estat dissenyada per l'enginyer Higini Arau.
A l'atri central d'accés hi ha una lluerna cúbica de vidre en forma d'impluvium, decorada amb pintures de Pablo Palazuelo.

### L'Auditori Apropa / Apropa Cultura
A la temporada 2005-2006, l'Auditori va iniciar el projecte L'Auditori Apropa, que proposava un programa socioeducatiu on els col·lectius en risc d'exclusió social podien assistir a concerts de quasi tota la programació al preu de 3 euros. A partir de la temporada 2010-2011, l'Auditori oferí aquest plantejament a altres equipaments culturals de la ciutat, canviant el nom a Apropa Cultura, amb ofertes no només de música, sinó també dansa, teatre i circ, amb la implicació d'equipaments com el Teatre Nacional de Catalunya, el Mercat de les Flors i el Teatre Lliure.
Dos anys més tard, ja hi participaven 25 teatres i institucions d'arreu de Catalunya, que oferien més de 15.000 localitats a preus reduïts a més de 300 espectacles. Durant la temporada 2013-2014, ampliaven, a més a més, a museus i sales d'exposició, engreixant així una variada oferta cultural. El 2015 hi havien 55 institucions culturals que formaven part d'aquesta iniciativa a l'àmbit social, oferint no només música, sinó teatre, dansa i circ.

## Premis
- Guanyador dels premis ARC 2015 a Millor programació de teatre o auditori.[11]